# Ormosia polita
Ormosia polita är en ärtväxtart som beskrevs av David Prain. Ormosia polita ingår i släktet Ormosia och familjen ärtväxter. Inga underarter finns listade i Catalogue of Life.